# Campeonato de Primera División 2022 (Futsal Femenino)
El Campeonato de Primera División 2022, conocido como Torneo Femenino 2022, es la decimonovena temporada de la Primera División del fútsal femenino argentino.
El torneo consiste en una Fase Regular (todos contra todos a dos ruedas de partidos) y una Fase Playoff por el título (del 1° al 8°). Los clasificados 9° a 11° jugarán la Copa de  Plata y del 12° al 15° una Fase Playout para definir  tres descensos de categoría.

El campeón del torneo clasificará para la Supercopa de Futsal Femenino 2023. El ganador de la Copa de Plata clasificará también a la Supercopa de Futsal Femenino 2023.
Clasificará a la Copa Libertadores 2023 el ganador de un partido entre el clasificado a la edición 2020 (Ferro Carril Oeste) cancelada por COVID y el campeón del torneo 2022.

## Equipos participantes
| Club                                                     | Barrio / Localidad | Distrito                  |
| -------------------------------------------------------- | ------------------ | ------------------------- |
| Almafuerte                                               | San Martín         | Provincia de Buenos Aires |
| Barracas                                                 | Barracas           | Ciudad de Buenos Aires    |
| Camioneros                                               | Villa Devoto       | Ciudad de Buenos Aires    |
| Comunicaciones                                           | Agronomía          | Ciudad de Buenos Aires    |
| Estudiantes                                              | Caseros            | Provincia de Buenos Aires |
| Ferro Carril Oeste                                       | Caballito          | Ciudad de Buenos Aires    |
| Huracán                                                  | Parque Patricios   | Ciudad de Buenos Aires    |
| Pacífico                                                 | Villa del Parque   | Ciudad de Buenos Aires    |
| River Plate                                              | Belgrano           | Ciudad de Buenos Aires    |
| San Lorenzo                                              | Boedo              | Ciudad de Buenos Aires    |
| Asturiano                                                | Vicente López      | Provincia de Buenos Aires |
| Independiente                                            | Avellaneda         | Provincia de Buenos Aires |
| Platense                                                 | Florida            | Provincia de Buenos Aires |
| Racing                                                   | Avellaneda         | Provincia de Buenos Aires |
| Sindicato de Empleados de Comercio de Lanús y Avellaneda | Avellaneda         | Provincia de Buenos Aires |

## Fase Regular
Tabla de posiciones
| Pos. | Equipo                                                   | Pts. | PJ | PG | PE | PP | GF  | GC  | Dif. |
| ---- | -------------------------------------------------------- | ---- | -- | -- | -- | -- | --- | --- | ---- |
| 1.º  | San Lorenzo de Almagro                                   | 74   | 28 | 24 | 2  | 2  | 135 | 30  | 105  |
| 2.º  | Racing Club                                              | 68   | 28 | 22 | 2  | 4  | 82  | 23  | 59   |
| 3.º  | Sportivo Barracas                                        | 63   | 28 | 20 | 3  | 5  | 90  | 41  | 49   |
| 4.º  | Estudiantes                                              | 59   | 28 | 19 | 2  | 7  | 121 | 64  | 57   |
| 5.º  | Pacífico                                                 | 46   | 28 | 14 | 4  | 10 | 55  | 48  | 7    |
| 6.º  | Centro Asturiano                                         | 40   | 28 | 12 | 4  | 12 | 60  | 66  | −6   |
| 7.º  | Ferro Carril Oeste                                       | 39   | 28 | 10 | 9  | 9  | 53  | 50  | 3    |
| 8.º  | Platense                                                 | 37   | 28 | 11 | 4  | 13 | 55  | 56  | −1   |
| 9.º  | Independiente                                            | 36   | 28 | 11 | 3  | 14 | 79  | 81  | −2   |
| 10.º | Sindicato de Empleados de Comercio de Lanús y Avellaneda | 35   | 28 | 11 | 2  | 15 | 48  | 72  | −24  |
| 11.º | River Plate                                              | 26   | 28 | 7  | 5  | 16 | 40  | 69  | −29  |
| 12.º | Camioneros                                               | 26   | 28 | 7  | 5  | 16 | 61  | 106 | −45  |
| 13.º | Almafuerte                                               | 23   | 28 | 7  | 2  | 19 | 61  | 119 | −58  |
| 14.º | Huracán                                                  | 21   | 28 | 6  | 3  | 19 | 54  | 95  | −41  |
| 15.º | Comunicaciones                                           | 10   | 28 | 2  | 4  | 22 | 26  | 100 | −74  |

|  | En clasificación a la Fase final.                           |
|  | En clasificación a la Copa de Plata.                        |
|  | En clasificación al Playout por el descenso a la Primera B. |

## Fase Final
|  | Cuartos de final            | Cuartos de final            | Cuartos de final            | Cuartos de final            | Cuartos de final |                        |                        | Semifinales | Semifinales | Semifinales | Semifinales | Semifinales |                        |                        | Final | Final | Final | Final | Final |  |
|  |                             |                             |                             |                             |                  |                        |                        |             |             |             |             |             |                        |                        |       |       |       |       |       |  |
|  |                             |                             |                             |                             |                  |                        |                        |             |             |             |             |             |                        |                        |       |       |       |       |       |  |
|  | San Lorenzo de Almagro      | San Lorenzo de Almagro      | 4                           | 7                           |                  |                        |                        |             |             |             |             |             |                        |                        |       |       |       |       |       |  |
|  | San Lorenzo de Almagro      | San Lorenzo de Almagro      | 4                           | 7                           |                  |                        |                        |             |             |             |             |             |                        |                        |       |       |       |       |       |  |
|  | Platense                    | Platense                    | 0                           | 0                           |                  |                        |                        |             |             |             |             |             |                        |                        |       |       |       |       |       |  |
|  | Platense                    | Platense                    | 0                           | 0                           |                  | San Lorenzo de Almagro | San Lorenzo de Almagro | 2           | 5           | 1(4)        |             |             |                        |                        |       |       |       |       |       |  |
|  |                             |                             |                             |                             |                  | San Lorenzo de Almagro | San Lorenzo de Almagro | 2           | 5           | 1(4)        |             |             |                        |                        |       |       |       |       |       |  |
|  |                             |                             | Estudiantes de Buenos Aires | Estudiantes de Buenos Aires | 4                | 1                      | 1(3)                   |             |             |             |             |             |                        |                        |       |       |       |       |       |  |
|  | Estudiantes de Buenos Aires | Estudiantes de Buenos Aires | Estudiantes de Buenos Aires | Estudiantes de Buenos Aires | 4                | 1                      | 1(3)                   | 4           | 2(4)        |             |             |             |                        |                        |       |       |       |       |       |  |
|  | Estudiantes de Buenos Aires | Estudiantes de Buenos Aires |                             |                             |                  |                        |                        |             |             |             |             |             |                        |                        |       |       |       |       |       |  |
|  | Pacífico                    | Pacífico                    | 0                           | 2(2)                        |                  |                        |                        |             |             |             |             |             |                        |                        |       |       |       |       |       |  |
|  | Pacífico                    | Pacífico                    | 0                           | 2(2)                        |                  |                        |                        |             |             |             |             |             | San Lorenzo de Almagro | San Lorenzo de Almagro | 3     | 0(2)  |       |       |       |  |
|  |                             |                             |                             |                             |                  |                        |                        |             |             |             |             |             | San Lorenzo de Almagro | San Lorenzo de Almagro | 3     | 0(2)  |       |       |       |  |
|  |                             |                             | Sportivo Barracas           | Sportivo Barracas           | 2                | 0(1)                   |                        |             |             |             |             |             |                        |                        |       |       |       |       |       |  |
|  | Racing Club                 | Racing Club                 | Sportivo Barracas           | Sportivo Barracas           | 2                | 0(1)                   | 4                      | 4           |             |             |             |             |                        |                        |       |       |       |       |       |  |
|  | Racing Club                 | Racing Club                 |                             |                             |                  |                        |                        |             |             |             |             |             |                        |                        |       |       |       |       |       |  |
|  | Ferro Carril Oeste          | Ferro Carril Oeste          | 1                           | 2                           |                  |                        |                        |             |             |             |             |             |                        |                        |       |       |       |       |       |  |
|  | Ferro Carril Oeste          | Ferro Carril Oeste          | 1                           | 2                           |                  | Racing Club            | Racing Club            | 2(6)        | 0           | 2           |             |             |                        |                        |       |       |       |       |       |  |
|  |                             |                             |                             |                             |                  | Racing Club            | Racing Club            | 2(6)        | 0           | 2           |             |             |                        |                        |       |       |       |       |       |  |
|  |                             |                             | Sportivo Barracas           | Sportivo Barracas           | 2(5)             | 3                      | 3                      |             |             |             |             |             |                        |                        |       |       |       |       |       |  |
|  | Sportivo Barracas           | Sportivo Barracas           | Sportivo Barracas           | Sportivo Barracas           | 2(5)             | 3                      | 3                      | 1           | 4           | 4           |             |             |                        |                        |       |       |       |       |       |  |
|  | Sportivo Barracas           | Sportivo Barracas           |                             |                             |                  |                        |                        |             |             | 4           |             |             |                        |                        |       |       |       |       |       |  |
|  | Centro Asturiano            | Centro Asturiano            | 4                           | 0                           | 1                |                        |                        |             |             |             |             |             |                        |                        |       |       |       |       |       |  |
|  | Centro Asturiano            | Centro Asturiano            | 4                           | 0                           | 1                |                        |                        |             |             |             |             |             |                        |                        |       |       |       |       |       |  |
|  |                             |                             |                             |                             |                  |                        |                        |             |             |             |             |             |                        |                        |       |       |       |       |       |  |

|                                             |
|                                             |
| Campeón San Lorenzo de Almagro 21.er título |